# Зверобой олимпийский
Зверобо́й олимпи́йский (лат. Hypericum olympicum) — многолетнее травянистое растение, вид рода Зверобой (Hypericum olympicum) семейства Зверобойных (Hypericaceae).

## Ботаническое описание
Травянистое растение, голое, сизого цвета. Стебли многочисленные, округлые, восходящие, иногда бурого цвета, высота до 35 см.
Листья эллиптически-линейной формы, длиной 0,8—3 см и шириной 0,2—1 см, туповатые, сидячие, основание практически сердцевидной формы. Желёзки прозрачные, точечные.
Цветки расположены в верхушечных полузонтиках, в каждом полузонтике по 1—5 цветков. Прицветники ланцетной формы, длиной 1 см и шириной 0,3 см, островатые. Чашечка достигает в длину 0,8—1,5 см. Чашелистники неодинаковые: наружные имеют широкояйцевидную форму, длину 1 см и ширину 0,5—1 см и вытянуты в остриё; остальные чашелистники яйцевидно-продолговатой формы, достигают 0,8—1 см в длину и 0,5 см в ширину, острые. Края чашелистников целые, желёзки отсутствуют. Лепестки продолговатой формы, длиной 1,6—3 см и шириной 0,5 см. Тычинки многочисленные, собранные в 3 пучка, в каждом из которых по 25 тычинок.
Завязь яйцевидной формы, в длину достигает 3 см, коричневого цвета. Столбиков 3, свободные. Коробочка яйцевидной или конической формы, длиной 1 см и шириной 0,4—0,5 см, коричневого цвета. Семена мелкие, длиной 1,5 мм, овально-цилиндрической формы, тупые, тёмно-коричневого цвета, блестящие, линейно ячеистые, прямые или немного согнутые. Цветение длится с июля по август.
Вид описан из Олимпа.

## Экология и применение
Не требовательное к почве растение, тем не менее предпочитает суглинистые почвы. Светолюбив, не способен к цветению в холодных и затенённых местах. Засухоустойчив, не переносит избыточной влаги. Используется в декоративном садоводстве в групповых или одиночных посадках.
Зверобой олимпийский распространён в Греции, странах бывшей Югославии, Болгарии, Сирии, Турции.

## Галерея
|                                                                                      |  |  |
| Слева направо: 1 — общий вид группы цветущих растений; 2, 3 — цветок крупным планом. |  |  |

## Классификация
Вид Зверобой олимпийский входит в род Зверобой (Hypericum) семейство Зверобойные (Hypericaceae).
|  |                  |  |                     |                          |                          |  | ещё 45 порядков покрытосеменных (согласно Системе APG II) | ещё 45 порядков покрытосеменных (согласно Системе APG II) |                                           |  |  |  | ещё 9 родов        | ещё 9 родов              |  |  |
|  |                  |  |                     |                          |                          |  | ещё 45 порядков покрытосеменных (согласно Системе APG II) | ещё 45 порядков покрытосеменных (согласно Системе APG II) |                                           |  |  |  | ещё 9 родов        | ещё 9 родов              |  |  |
|  |                  |  |                     | отдел Цветковые растения |                          |  |                                                           |                                                           | семейство Зверобойные                     |  |  |  |                    | вид Зверобой олимпийский |  |  |
|  |                  |  |                     | отдел Цветковые растения |                          |  |                                                           |                                                           | семейство Зверобойные                     |  |  |  |                    | вид Зверобой олимпийский |  |  |
|  | царство Растения |  |                     |                          | порядок Мальпигиецветные |  |                                                           |                                                           | род Зверобой                              |  |  |  |                    |                          |  |  |
|  | царство Растения |  |                     |                          |                          |  |                                                           |                                                           |                                           |  |  |  |                    |                          |  |  |
|  |                  |  | ещё около 21 отдела | ещё около 21 отдела      |                          |  |                                                           | ещё 36 семейств (согласно Системе APG II)                 | ещё 36 семейств (согласно Системе APG II) |  |  |  | ещё около 60 видов |                          |  |  |
|  |                  |  |                     | ещё около 21 отдела      |                          |  |                                                           |                                                           | ещё 36 семейств (согласно Системе APG II) |  |  |  |                    |                          |  |  |